# Alsókocsoba község
Alsókocsoba község (románul: Comuna Cociuba Mare) község Bihar megyében, Romániában. Központja Alsókocsoba, beosztott falvai Karaszó, Kisháza, Petegd.

## Népessége
A 2011-es népszámlálás adatai alapján a község népessége 2798 fő volt.